# 氢氧化镝
氢氧化镝是一种无机化合物，化学式为Dy(OH)3。

## 化学性质
氢氧化镝可溶于酸，生成镝盐：
Dy(OH)3 + 3 H+ → Dy3+ + 3 H2O
氢氧化镝受热分解，先生成DyO(OH)，继续加热得到Dy2O3。其反应方程式如下：
Dy(OH)3 —299.8℃→ DyOOH + H2O
2 DyOOH —386.6℃→ Dy2O3 + H2O